# Sonnac (Aveyron)
Sonnac (okzitanisch gleichlautend) ist eine französische Gemeinde mit 517 Einwohnern (Stand: 1. Januar 2022) im Département Aveyron in der Region Okzitanien (vor 2016 Midi-Pyrénées). Sie gehört zum Arrondissement Villefranche-de-Rouergue und zum Kanton Lot et Montbazinois. Die Einwohner werden Sonnacois genannt. 

## Geografie
Sonnac liegt etwa 49 Kilometer westnordwestlich von Rodez. Das Gemeindegebiet wird am Westrand vom Flüsschen Diège durchquert. Umgeben wird Sonnac von den Nachbargemeinden Asprières im Norden und Osten, Peyrusse-le-Roc im Osten und Südosten, Naussac im Süden und Südwesten sowie Capdenac-Gare im Westen und Nordwesten.

## Bevölkerungsentwicklung
| Jahr                       | 1962 | 1968 | 1975 | 1982 | 1990 | 1999 | 2006 | 2019 |
| Einwohner                  | 308  | 299  | 267  | 349  | 375  | 388  | 379  | 519  |
| Quellen: Cassini und INSEE |      |      |      |      |      |      |      |      |

## Sehenswürdigkeiten
- Menhir von Peyroficado östlich von Sonnac
- Romanische Kirche Mariä Himmelfahrt im Ortsteil Lieucamp
- Kirche Saint-Cyrice in Sonnac
- Kirche Saint-Cyrice im Ortsteil Tournhac
- Schloss Attestat aus dem 15. Jahrhundert